# Brigitte Riebe

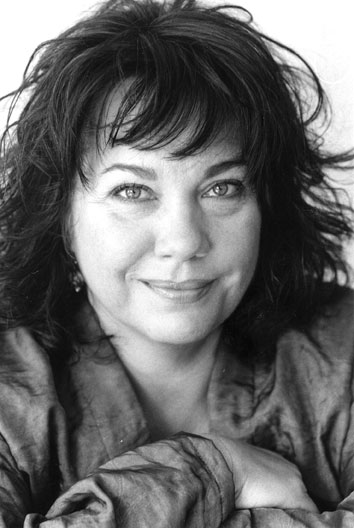
Brigitte Riebe

Brigitte Riebe (* 30. September 1953 in München) ist eine deutsche Schriftstellerin und Spiegel-Bestsellerautorin. Ihr Fokus liegt auf historischen Romanen. Sie lebt mit ihrem Mann in München.
Den größten Teil ihrer Werke schreibt Riebe unter ihrem eigenen Namen. Daneben publiziert sie unter drei Pseudonymen.
Bei Krimis arbeitete sie unter dem Pseudonym Lara Stern. Zusammen mit Gesine Hirsch veröffentlichte Riebe fünf Romane unter dem gemeinsamen Pseudonym Felicitas Gruber. Seit 2015 publiziert sie auch unter dem Pseudonym Teresa Simon.

## Leben
Brigitte Riebe wuchs in der Parkstadt Bogenhausen in München auf. Nach dem Abitur studierte sie an der Universität München Geschichte, Germanistik und Kunstgeschichte und promovierte bei Friedrich Prinz mit einer Doktorarbeit über die Herausbildung des bürgerlichen Frauenleitbildes an der Wende vom 18. zum 19. Jahrhundert (Titel: Das Weib nach den Ansichten der Natur). Anschließend arbeitete sie als Museumspädagogin, später als Lektorin bei bekannten deutschen Verlagen. 1991 gab sie ihren Beruf als leitende Lektorin bei Bertelsmann auf, um Schriftstellerin zu werden. Seitdem entstanden an die 40 Bücher in verschiedenen Genres, die inzwischen in 14 Sprachen übersetzt wurden.
Im Jahre 1992 publizierte Riebe bei Goldmann ihren ersten Kriminalroman Nix Dolci, in dem sie als Protagonistin die Juristin Sina Teufel schuf, die seither in acht Kriminalromanen der Autorin als Heldin auftaucht.
1999 veröffentlichte sie den achten Kriminalroman Liebeslang aus der Reihe der Sina-Teufel-Krimis, in dem sie sich von ihrer Titelfigur verabschiedete. Einer ihrer Sina-Teufel-Romane wurde unter dem Titel Inzest im Jahr 1996 für ProSieben verfilmt.
Neben ihren Kriminalromanen hat Brigitte Riebe auch einige moderne Gesellschaftsromane publiziert. Ihre Vorliebe gilt aber dem lebendig geschriebenen historischen Roman. Hierfür unternimmt sie umfangreiche Recherchen an den Orten der Handlung. Zu ihren wichtigsten Werken gehören ihre Romane über den legendären Jakobsweg: „Straße der Sterne“ (2003), „Die sieben Monde des Jakobus“ (2004), „Die Hüterin der Quelle“ (2005), sowie "Die Braut von Assisi" (2011), "Die Pestmagd" (2013) und "Die geheime Braut" (2013).

## Werke (Auswahl)

### Romane

#### Als Brigitte Riebe
- Brigitte Riebe: Mann im Fleisch. München: Goldmann, 1992, ISBN 3-442-41420-2
- Brigitte Riebe: Palast der blauen Delphine. Ein Roman aus dem alten Kreta. München; Zürich: Piper, 1994; München: Diana-Verlag, 2007, ISBN 978-3-453-35196-7
- Brigitte Riebe: Macho! Macho?. München: Goldmann, 1994, ISBN 3-442-42405-4
- Brigitte Riebe: Ehemänner und andere Fremde. München: Droemer Knaur, 1995, ISBN 3-426-19366-3
- Brigitte Riebe: Moon. Ein Katzenroman. München: Piper, 1997, ISBN 3-492-03891-3
- Brigitte Riebe: Pforten der Nacht. München; Zürich: Piper, 1998, ISBN 3-492-03833-6
- Brigitte Riebe: Schwarze Frau vom Nil. München: Droemer, 2000, ISBN 3-426-19405-8
- Brigitte Riebe: Isis. München: Droemer, 2002, ISBN 3-426-19570-4
- Brigitte Riebe: Straße der Sterne. München: von Schröder, 2003, ISBN 3-547-71020-0
- Brigitte Riebe: Die sieben Monde des Jakobus. München: Schröder, 2004, ISBN 3-547-71044-8
- Brigitte Riebe: Die Hüterin der Quelle. München: Diana-Verlag, 2005, ISBN 3-453-29004-6
- Brigitte Riebe: Liebe ist ein Kleid aus Feuer. München: Diana-Verlag, 2006, ISBN 978-3-453-26520-2; Roman zu Roswitha von Gandersheim
- Brigitte Riebe: Auge des Mondes. München: Diana-Verlag, 2007, ISBN 978-3-453-35149-3
- Brigitte Riebe: Die Sünderin von Siena. München: Diana-Verlag, 2007, ISBN 978-3-453-26522-6
- Brigitte Riebe: Die Hexe und der Herzog. München: Diana-Verlag, 2008, ISBN 978-3-453-26521-9
- Brigitte Riebe: Der Kuss des Anubis. cbj-Verlag, 2009, ISBN 978-3-570-13679-9
- Brigitte Riebe: "Die Prophetin vom Rhein". München: Diana Verlag, 2010, ISBN 978-3-453-29079-2
- Brigitte Riebe: "Die Nacht von Granada". cbj Verlag, 2010, ISBN 978-3-570-13680-5
- Brigitte Riebe: "Die Braut von Assisi". München: Diana-Verlag, 2011, ISBN 978-3-453-29080-8
- Brigitte Riebe: "Feuer & Glas – Der Pakt". München: Wilhelm Heine Verlag, 2012, ISBN 978-3-453-26738-1
- Brigitte Riebe: "Feuer & Glas – die Verschwörung". München. Wilhelm Heyne Verlag, 2014, ISBN 978-3-453-26739-8
- Brigitte Riebe: "Die schöne Philippine Welserin". Meßkirch: Gmeiner Verlag, 2013, ISBN 978-3-8392-1351-3
- Brigitte Riebe: "Die Pestmagd". München: Diana Verlag, 2013, ISBN 978-3-453-35544-6
- Brigitte Riebe: "Die geheime Braut". München: Diana Verlag, 2013, ISBN 978-3-453-29134-8
- Brigitte Riebe: "Feuer & Glas – Die Verschwörung". München: Wilhelm Heine Verlag, 2014, ISBN 978-3-453-26739-8
- Brigitte Riebe: "Die Versuchung der Pestmagd". München: Diana Verlag, 2015, ISBN 978-3-453-35901-7
- Brigitte Riebe: "Marlenes Geheimnis". München, Diana Verlag, 2017, ISBN 978-3-453-35949-9
- Brigitte Riebe: "Die Schwestern vom Ku'damm. Jahre des Aufbaus". Reinbek: Wunderlich, 2018, ISBN 978-3-8052-0337-1
- Brigitte Riebe: "Die Schwestern vom Ku'damm. Wunderbare Zeiten". Hamburg: Wunderlich, 2019, ISBN 978-3-8052-0334-0
- Brigitte Riebe: "Die Schwestern vom Ku'damm. Tage der Hoffnung". Hamburg: Wunderlich, 2020, ISBN 978-3499291739
- Brigitte Riebe: "Weihnachten am Ku'damm". Hamburg: Wunderlich, 2020, ISBN 978-3-8052-0073-8
- Brigitte Riebe: "Die Schwestern vom Ku'damm. Ein neuer Morgen". Hamburg: Wunderlich, 2021, ISBN 978-3-8052-0067-7
- Brigitte Riebe: "Eifelfrauen: Das Haus der Füchsin". Hamburg: Wunderlich, 2023, ISBN 978-3-8052-0068-4
- Brigitte Riebe: "Eifelfrauen: Der Ruf der Nachtigall". Hamburg: Wunderlich, 2024, ISBN 978-3-8052-0103-2

#### Als Lara Stern
Reihe „Sina Teufel“
- Nix dolci. Kriminalroman. München: Goldmann, 1992, ISBN 3-442-05188-6.
- Sabas Himmelfahrt. Kriminalroman. München: Goldmann, 1993, ISBN 3-442-05818-X.
- Bali kaputt. Kriminalroman. München: Goldmann, 1993, ISBN 3-442-42417-8.
- Brüderlein, Schwesterlein. Kriminalroman. München: Goldmann, 1994, ISBN 3-442-42660-X.
- Ruck zuck. Roman. München: Goldmann, 1994, ISBN 3-442-42407-0.
- Petermanns Verkehr. Roman. München: Goldmann, 1996, ISBN 3-442-43213-8.
- Süßes Fleisch. Roman. München: Droemer Knaur, 1996, ISBN 3-426-19386-8 (Taschenbuchausgabe 2003 unter dem Titel: Nachtspiele).
- Liebeslang. Roman. München: Heyne, 2002, ISBN 3-453-21201-0.

#### Als Felicitas Gruber (Brigitte Riebe zusammen mit Gesine Hirsch)
Reihe „Kalte Sofie“ / „Rosenhuth“
- Die Kalte Sofie. München: Diana Verlag, 2013, ISBN 978-3-453-35687-0.
- Vogelfrei. München. Diana Verlag 2014, ISBN 978-3-453-35793-8.
- Blaues Blut. Diana Verlag, 2015, ISBN 978-3-453-35850-8.
- Zapfig. Diana Verlag, 2017, ISBN 978-3-453-35851-5.
- Gschlamperte Verhältnisse. Diana Verlag 2018, ISBN 978-3-453-35957-4.

#### Als Teresa Simon
- Die Glückskinder. Heyne, München 2021, ISBN 978-3-453-42406-7.
- Zypressensommer. Rowohlt, Hamburg 2025, ISBN 978-3-499-01474-1.

Reihe „Blumenreigen“
- Die Frauen der Rosenvilla. Heyne, München 2015, ISBN 978-3-453-47131-3.
- Die Holunderschwestern. Heyne, München 2016, ISBN 978-3-453-41923-0.
- Die Oleanderfrauen. Heyne, München 2018, ISBN 978-3-453-42115-8.
- Die Fliedertochter. Heyne, München 2019. ISBN 978-3-453-42145-5.
- Die Lilienbraut. Heyne, München 2020. ISBN 978-3-453-42244-5.

Reihe „Die Reporterin“
- Die Reporterin – Zwischen den Zeilen. Heyne, München 2023, ISBN 978-3-453-42407-4.
- Die Reporterin – Worte der Wahrheit. Heyne, München 2023, ISBN 978-3-453-42707-5.

### Tonträger
- Isis. Roman. Gelesen von Doris Kunstmann. Regie: Sven Stricker. München, Droemer-Audio, 2002, 6 CDs, ISBN 3-426-64000-7
- Auge des Mondes. Roman. Textbearbeitung: Cornelia Filter. Gelesen von Andrea Hörnke-Trieß. – Autorisierte Hörfassung. Schwäbisch Hall, Steinbach, 2007, 4 CDs, ISBN 978-3-88698-186-1 (Steinbach sprechende Bücher)
- Die Sünderin von Siena. Historischer Roman. Gelesen von Nadja Schulz-Berlinghoff. Schwäbisch Hall, Steinbach 2008, Audiobook 6 CDs, ISBN 978-3-88698-645-3
- Die Braut von Assisi. Historischer Roman, Ungekürzt. Gelesen von Günter Merlau. Daun/Vulkaneifel, Radioropa 2011, 11 CDs, ISBN 978-3-8368-0580-3
- Die geheime Braut. Historischer Roman, Ungekürzt. Gelesen von Günter Merlau. Daun/Vulkaneifel, Radioropa 2011, 10 CDs, ISBN 978-3-8368-0736-4
- Die Schwestern vom Ku'damm – Jahre des Aufbaus. Gelesen von Anna Thalbach. Random House 2018, 2 CDs, ISBN 978-3-8371-4372-0
- Die Schwestern vom Ku'damm – Wunderbare Jahre. Gelesen von Stefanie Stappenbeck, Random House 2019, 2 CDs, ISBN 978-3-8371-4389-8.

### Film
- Inzest - Ein Fall für Sina Teufel, ProSiebenSat.1 Media AG, Produktionsfirma: MTM Cineteve 1995, Erstaufführung: 13. Februar 1996. Darsteller: Renan Demirkan, Juliane Köhler, Rufus Beck, Heinz Trixner, Felix Eitner Regie: Klaus Emmerich Länge: 95 Minuten – online